# Nowe Drezdenko (stacja kolejowa)
Nowe Drezdenko – stacja kolejowa w Drezdenku (dawniej Driesen-Vordamm), w województwie lubuskim, w Polsce. Według klasyfikacji PKP ma kategorię dworca lokalnego. Jedna z najstarszych stacji na trasie dawnej Królewskiej Kolei Wschodniej (Berlin – Królewiec).

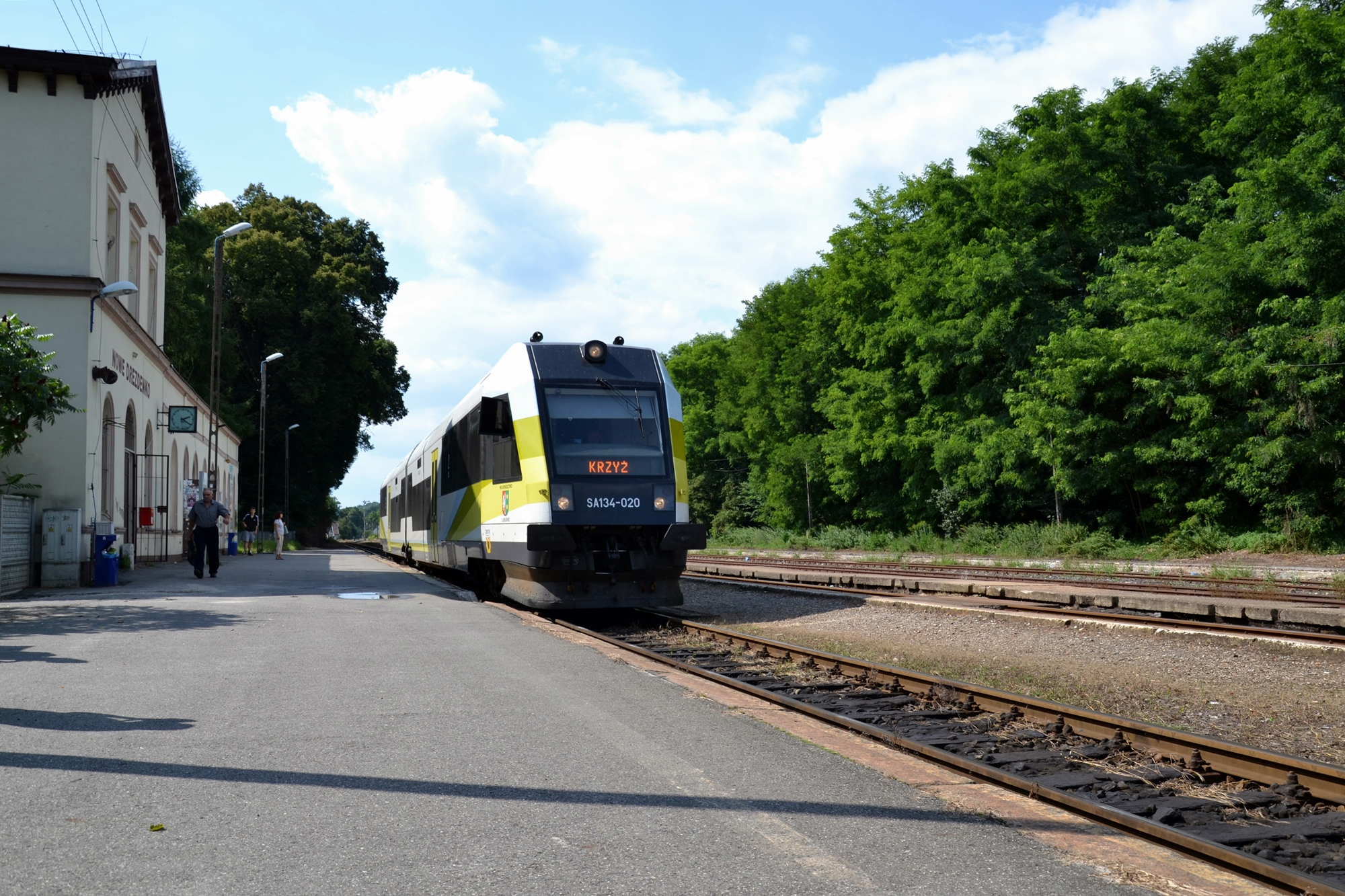
Stacja Drezdenko – szynobus do Krzyża

## Ruch pasażerski
| Rok  | Wymiana pasażerska na dobę |
| ---- | -------------------------- |
| 2017 | 300-499                    |
| 2022 | 300-499                    |

## Położenie
Stacja znajduje się w północnej części Drezdenka około 1 km od centrum pomiędzy ulicami Dworcową a Strzelecką. Budynek dworca znajduje się przy ulicy Dworcowej.

## Opis stacji
Ruch na stacji obsługują dwie nastawnie: nastawnia dysponująca ND od strony Krzyża oraz wykonawcza ND1 od strony Gorzowa Wielkopolskiego. Ruch pociągów jest kierowany przez semafory świetlne (semafory kształtowe zostały unieważnione 3 października 2023 roku, a rozebrane dzień później). W budynku będącym dawną pocztą funkcjonuje dziś poczekalnia, a dawniej również znajdowała się kasa biletowa. Stacja ma trzy jednokrawędziowe perony, do których można dojść przez przejście przez tory. Na peronie pierwszym zatrzymują się pociągi jadące w kierunku Krzyża, na drugim w kierunku Gorzowa Wielkopolskiego, a na trzecim w obu kierunkach. Na peronie pierwszym znajduje się mała wiata przystankowa oraz wejście do budynku. Nowe Drezdenko ma dwie bocznice. W pobliżu są dwa przejazdy kolejowo-drogowe sterowane manualnie.

## Przewoźnicy i połączenia
Na wrzesień 2023 roku, największym przewoźnikiem jest Polregio, który od poniedziałku do piątku obsługuje 12 pociągów do Kostrzyna, 9 pociągów do Krzyża i 3 pociągi do Poznania Głównego. Z kolei PKP Intercity codziennie obsługuje 2 pary pociągów dalekobieżnych relacji Kostrzyn - Gdynia Główna oraz Gorzów Wielkopolski - Lublin Główny.